# Emesis condigna
Emesis condigna är en fjärilsart som beskrevs av Hans Ferdinand Emil Julius Stichel 1925. Emesis condigna ingår i släktet Emesis och familjen Riodinidae. Inga underarter finns listade i Catalogue of Life.